# Контрбатарейная стрельба
Контрбатарейная стрельба, Контрбатарейная борьба — это стрельба из артиллерийских орудий с закрытых огневых позиций по аналогично расположенным огневым средствам артиллерии противника.
Когда контрбатарейная борьба (стрельба) ведётся одновременно двумя противоборствующими сторонами, такую ситуацию образно называют артиллерийской дуэлью (поединком). Как правило, контрбатарейная борьба (стрельба) ведётся целым артиллерийским подразделением (батареей или дивизионом) против группы близко расположенных друг к другу орудий противника. Чаще всего цель оказывается батареей противника и именно из-за этого контрбатарейная стрельба получила своё название. Артиллерийская наука также не исключает возможность ведения контрбатарейного огня одним орудием или по одному орудию противника.

## История
С появлением огнестрельное оружие, и массовым его применением в военном деле, то есть с огневой деятельностью, совершенствовались приёмы и тактика его применения в боях и операциях. Так появилась в артиллерии формирование — батарея, позднее брешь-батареи, контрбатареи и Контрбатарейная борьба, то есть борьба между боевыми единицами — батареями артиллерии противоборствующих государств. С дальнейшим совершенствованием вооружения и военной техники приёмы и методы Контрбатарейной борьбы также совершенствовались. В период подготовки к бою или операции артиллеристы во всех звеньях, применяя подвижные и выдвинутые к переднему краю обороны противника наблюдательные пункты, вели артиллерийскую разведку целей и вскрывали огневую системы противника.
После артразведки во всех звеньях организуются контрбатарейные и контрминомётные группы для подавления артиллерии и миномётов противника, то есть организуется контрбатарейная и контрминомётная борьба с артиллерией и миномётами противника как в период артподготовки, так и при продвижении стрелков вперед при наступлении своих войск.

## Цели контрбатарейной стрельбы
Контрбатарейная стрельба считается успешно выполненной, если огневые средства противника и их расчёты подавлены или уничтожены. Подавление подразумевает под собой дальнейшую неспособность огневых средств противника продолжать стрельбу. Как правило, эта неспособность является временной. Она вызвана необходимостью расчётам орудий противника переждать огневой налёт в укрытиях. Если область попаданий находится в непосредственной близости от орудий противника, то его неспособность к ведению огня может продлиться ещё какое-то время, нужное для смены огневой позиции. Даже если область попаданий находится далеко от орудий противника и не представляет для них непосредственной опасности, они также могут прекратить стрельбу, чтобы не позволить более точно определить своё местонахождение. Этот случай также считается успешным подавлением цели.
Если область попаданий при контрбатарейной стрельбе накрывает вражескую огневую позицию и после обстрела орудия противника и их расчёты безвозвратно выведены из строя, то цель считается уничтоженной. Уничтожение вражеской цели за минимально возможное время и с минимальным расходом боеприпасов является высшим показателем мастерства артиллеристов при контрбатарейной стрельбе.

## Особенности контрбатарейной стрельбы
Во многом контрбатарейная стрельба является сходной с другими боевыми приёмами артиллерии. Однако у неё есть и существенные особенности. Главной из них является большая удалённость цели от линии фронта (до нескольких десятков километров), что делает невозможным её прямое наблюдение артиллерийскими разведчиками на передовой. Поэтому для определения координат цели используются следующие средства:
- Непосредственное наблюдение с летательного аппарата (ЛА)
- Результаты аэрофотосъемки или наблюдения из космоса
- Подразделение звуковой разведки (ПЗР)
- РЛС контрбатарейной борьбы
- Визуальное наблюдение сопутствующих стрельбе явлений и секундомер
- Заброска разведчиков или использование агентуры в ближнем тылу врага

Каждый из этих способов имеет свои достоинства и недостатки. Ниже дано их краткое описание.

### Непосредственное наблюдение с летательных аппаратов
Этот метод позволяет не только обнаружить цель, но и корректировать огонь. Является лучшим по совокупности возможностей, но практически применим в случае подходящих метеоусловий, полного господства в воздухе и отсутствия зенитного огня. Возник во времена Первой мировой войны, но полную эффективность обрел только после оснащения ЛА радиостанциями. Во Вторую мировую войну самым выдающимся ЛА для артиллерийской разведки и корректировки был высотный двухбалочный самолёт «Фокке-Вульф» Fw 189, прозванный советскими бойцами «Рамой». Сейчас роль ЛА-разведчика выполняют вертолёты и беспилотные ЛА.

### Данные фотосъёмки территории
Аэрофотоснимок или снимок сверхвысокого разрешения из космоса вместе с топографической картой местности позволяют очень точно определить координаты цели. Основные недостатки — невозможность корректировки огня, сильная зависимость успешного определения координат цели от погодных условий и большое запаздывание данных, вызванное технологией производства и расшифровки снимков. Как следствие, обнаруженная на снимке батарея противника за это время может сменить позицию. Метод возник во время Первой мировой войны (аэрофотосъёмка), активно использовался впоследствии и в наше время дополнился возможностями съёмки из космоса.
В настоящее время происходит революция в аэрофотосъёмке. В частности, в настоящее время под аэрофотосъёмкой понимается (как непосредственный преемник этой технологии) телевизионная съёмка, производимая со спутника или БПЛА и передаваемая для целеуказания в реальном масштабе времени. Съёмка может производиться в любом спектре, для которого прозрачна земная атмосфера. В настоящее время (2009 год) отсутствует устоявшаяся и общепризнанная терминология, позволяющая различить классическую аэрофотосъёмку, совмещённую с активной передачей информации артиллеристам, и целеуказание в реальном времени. Поэтому в каждом отдельном случае требуется специальный анализ для получения чёткого представления об используемой технологии.

### Звуковая разведка

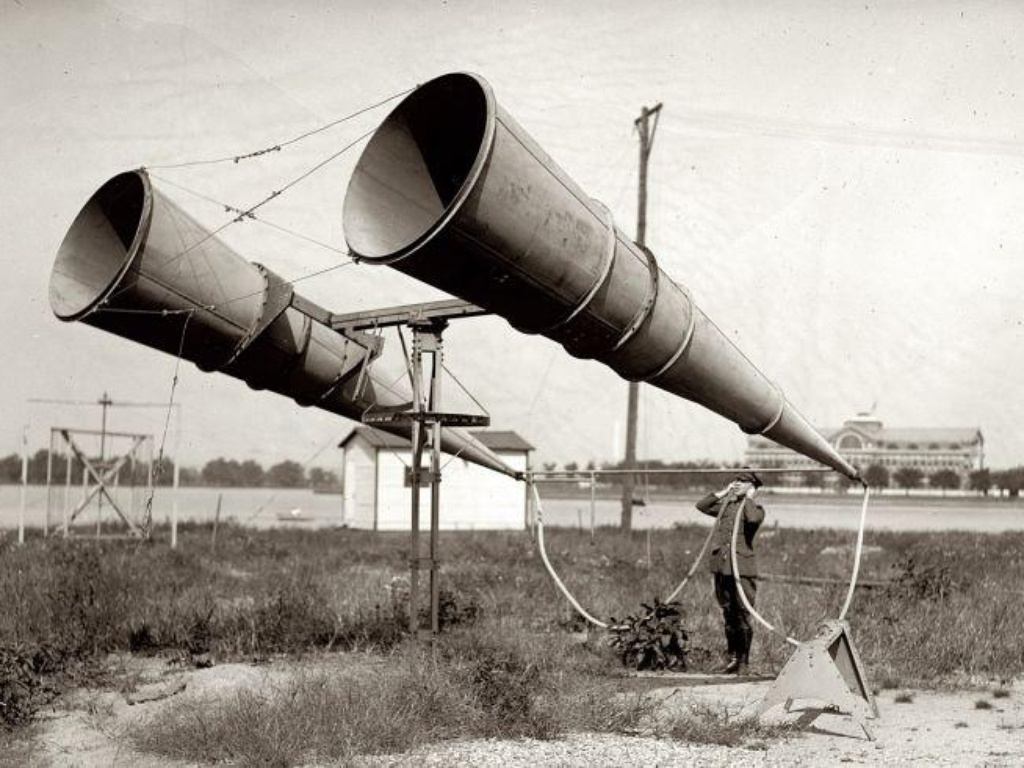
Испытание двухрупорного акустического локатора на военной территории Боллинг Филлд, рядом с Национальным военным колледжем (на заднем плане), Вашингтон, округ Колумбия, 1921 год.

Метод основан на бинауральности человеческого слуха, позволяющей за счёт стереоэффекта определять направление на звук. Два разнесённых в пространстве поста ПЗР с известными координатами определяют направление на звучащую цель (ведущую огонь вражескую батарею). Зная координаты постов и углы направления на звучащую цель от каждого из них, можно вычислить координаты цели. Обычно эта работа выполняется с помощью ЭВМ или механического прибора управления огнём. В случае их отсутствия или неисправности эта задача решается аналитически на бумаге с помощью тригонометрических таблиц. Для её ускорения артиллерист-вычислитель имеет специально составленные таблицы, бланки и методики проведения расчётов.
Тем же методом ПЗР также может определить место разрывов своих снарядов и тем самым помочь в выполнении корректировки огня. Этот способ характеризуется неплохой точностью, но может быть неприменим в конкретной местности (лес, холмы или горы), когда за счёт эффектов отражения или дифракции приходящий в приёмник вектор групповой скорости акустических волн не совпадает с прямым направлением «приёмник-звучащая цель». Способ возник в годы Первой мировой войны.

### Радарные методы
Обнаружение батареи противника выполняется на основе регистрации части траектории снаряда. Современные системы решают эту задачу автоматически. Простейший случай траектории — парабола, характерная для полета минометных мин. Траектории артиллерийских снарядов и ракет параболе не соответствуют и поэтому требуют более сложных вычислений, впрочем, достаточно единообразных, в случае неуправляемых снарядов.
Кроме расчета траектории необходимо решить задачу обнаружения. Дальность обнаружения, при прочих равных условиях, зависит от характерной площади рассеивания (ЭПР) объекта. Типичные значения диаметра ЭПР:
- артиллерийская мина — 0,01 м;
- гаубичный/пушечный артиллерийский снаряд — 0,001 м;
- легкая ракета (калибр 122 мм) — 0,009 м;
- тяжелая ракета (калибр 227 мм) — 0,018 м.

Для обнаружения подобных целей, как правило, используется сантиметровое излучение X-диапазона. Новейшие системы используют также диапазоны С, S и Ku.
Метод появился в середине 1970-х годов, когда развитие электроники позволило создать компактные блоки РЛС и электронного вычислителя.

### Секундомер
В ряде случаев по облаку пыли после выстрела или сполохам в тёмное время суток можно определить направление на цель. Дистанцию до цели также можно определить, замерив время между световым эффектом и приходом звука от выстрела. Метод является одним из наименее точных, так как путь прохождения звука может отличаться от прямого, а скорость звука может варьироваться в зависимости от множества факторов. Однако иногда и таких данных может оказаться достаточно. Метод возник ещё до Первой мировой войны.

### Прямая разведка
В принципе возможно использовать для уточнения местоположения вражеской батареи агента в ближнем тылу врага (заброшенных туда армейских разведчиков), а также с помощью показаний пленных или перебежчиков. При наличии радиостанции или иного быстродействующего канала передачи информации возможна и корректировка огня. Минусами являются очень невысокая вероятность благоприятного стечения обстоятельств для использования метода и неизбежный риск потери агента.

## Противодействие контрбатарейной стрельбе
При выборе огневой позиции наряду с прочими факторами следует учитывать особенности местности, которые могут упростить или усложнить задачу скрытия батареи от вышеупомянутых средств технической разведки. Например, пересечённая местность может приводить к многочисленным эхо и переотражениям звука, сильно затрудняя работу ПЗР. В свою очередь, тесное взаимодействие с зенитчиками серьёзно уменьшит вероятность обнаружения батареи ЛА противника и тем более их возможности по корректировке огня.
Во время Второй мировой войны широкое распространение получил способ звуковой маскировки местоположения батареи. Для этого использовались взрывпакеты, имитирующие звук выстрела артиллерии. В частности, этот метод использовался для того, чтобы вызвать контрбатарейный огонь на место расположения взрывпакетов, и тем самым вскрыть положение батареи противника. Также были попытки создать имитаторы разрыва снарядов (для того, чтобы посты звуковой разведки противника выдавали неправильные поправки). Если первый метод стал широко применимым, то второй не оправдал возложенных на него надежд, и в наше время почти не применяется.
Также для отвлечения внимания противника от расположения главных сил артиллерии рекомендуется применять разнообразные демонстрации, ложные позиции, кочующие орудия для распыления его контрбатарейного огня. Но и со своей стороны необходимо уметь распознавать аналогичные меры противника.
В случае обнаружения контрбатарейного огня по своим позициям принимаемые меры в известной степени зависят от сложившейся ситуации. Во избежание потерь можно прекратить огонь или сменить огневую позицию (но это означает, что противник успешно подавил батарею); можно и вступить в артиллерийскую дуэль с противником. Победителем здесь будет тот, кто не потеряв хладнокровия, точнее определит местонахождение противника и быстрее поразит его огневые средства. Как правило, это достигается высокой выучкой артиллеристов батареи по всем специальностям и отлаженному взаимодействию с артиллерийской разведкой.